# 石川愉貴
石川 愉貴（いしかわ ゆたか、1996年8月4日 - ）は、高知県いの町出身のフットサル選手。Fリーグ・ポルセイド浜田所属。ポジションはピヴォ。

## 来歴
高知県いの町出身。中京大学在学時にフットサルと出会う。2018年、アグレミーナ浜松のサテライトチームに入団。2019年に特別指定選手としてトップチームに登録。2020-21シーズン同じくFリーグディビジョン2に所属するポルセイド浜田に移籍。

## 所属チーム
- 高知商業高校サッカー部
- P’s high
- Fuerbellino
- アグレミーナ浜松サテライト
- アグレミーナ浜松
- ポルセイド浜田
- エルブランコ高知